# Matheus Costa
Matheus Costa, nome completo Matheus Santos da Costa (Rio de Janeiro, 12 marzo 1998), è un attore e doppiatore brasiliano.

## Biografia
Matheus Costa ha debuttato come attore in televisione a soli sette anni di età: da attore bambino è stato candidato a cinque premi, vincendone poi due.
Nel 2005 ha recitato nella sua prima telenovela, América.

## Filmografia

### Cinema
- Muito Gelo e Dois Dedos D'Água (2006)
- Chico Xavier (2010)
- O Tempo e o Vento (2013)

### Televisione
- América (2005) - Telenovela
- Quem Vai Ficar com Mário? (2005) - Film TV
- Cobras & Lagartos (2006) - Telenovela
- Alta Estação (2007) - Telenovela
- Duas caras (2007) - Telenovela
- Três Irmãs (2008-2009) - Telenovela
- Força-Tarefa, nell'episodio "Apartamento 124" (2009)
- O Relógio da Aventura (2010) - Telenovela
- Escrito nas Estrelas (2010) - Telenovela
- Chico Xavier (2011) - Miniserie TV
- Cordel Encantado (2011) - Telenovela
- Louco por Elas, nell'episodio 3x1 (2013)
- Malhação (2013) - Soap opera
- O Rico e o Lázaro, nell'episodio 1x3 (2017)

## Premi e nomination
| Anno | Manifestazione   | Premio           | Categoria              | Lavoro               | Risultato       |
| ---- | ---------------- | ---------------- | ---------------------- | -------------------- | --------------- |
| 2007 | Prêmio Contigo   | Prêmio Contigo   | Miglior attore bambino | Cobras & Lagartos    | Candidato/a     |
| 2009 | Prêmio Contigo   | Prêmio Contigo   | Miglior attore bambino | Três Irmãs           | Candidato/a     |
| 2010 | Prêmio Qualidade | Prêmio Qualidade | Miglior attore bambino | Escrito nas Estrelas | Candidato/a     |
| 2011 | Prêmio Contigo   | Prêmio Contigo   | Miglior attore bambino | Escrito nas Estrelas | Vincitore/trice |
| 2011 | Prêmio Qualidade | Prêmio Qualidade | Miglior attore bambino | Cordel Encantado     | Vincitore/trice |